# Namorik

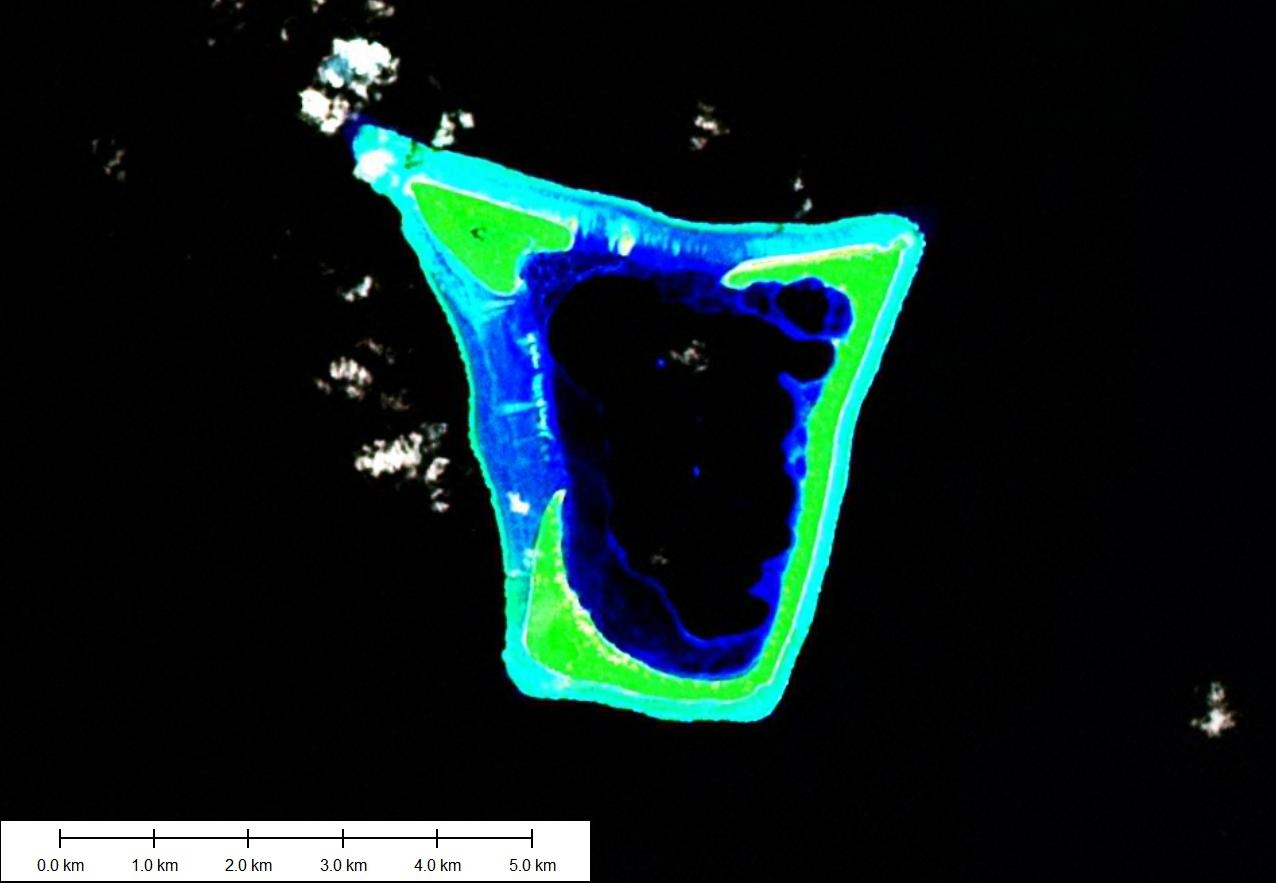
Namorik

Localização de Namorik

Namorick, Namdrik Atoll (ou Namorik Atoll) é um atol de duas ilhas no Oceano Pacífico. É um distrito legislativo da Cadeia Ralik das Ilhas Marshall.Sua área total é de apenas 1,07 milhas ², mas que encerra um lagoa de 3,25 milhas ². 
A população de Namdrik Atoll é 814 habitantes.